# Eduardo de Campos Valadares
Eduardo de Campos Valadares é Professor Titular no Departamento de Física da Universidade Federal de Minas Gerais (UFMG), Doutor em Ciências Físicas pelo Centro Brasileiro de Pesquisas Físicas (CBPF), tendo realizado pós-doutorados na Universidade de São Paulo e na Universidade de Nottingham, Reino Unido. Coordena os projetos "Ciência mais que divertida", "Projeto Inovação" e "Inova Escola".`Abordou o tema Ambientes de Inovação na Universidade durante o seu ano sabático no Instituto de Estudos Avançados Transdisciplinares (IEAT-UFMG), em 2015. É autor de mais de 60 artigos abrangendo diversos temas da Física da Matéria Condensada, ensino de matemática e física e popularização da ciência. Traduziu o poeta alemão Stefan George ("Crepúsculo, edição bilíngue, Iluminuras) e publicou os livros "Física mais que divertida" (Editora UFMG), traduzido para o inglês, alemão,turco,  basco e espanhol, "Newton - A órbita da Terra em um copo d´água" (Odysseus Editora), e é co-autor de "Aplicações da Física Quântica - Do Transístor à Nanotecnologia" (Editora Livraria da Física), "Aerodescobertas - Explorando novas possibilidades" (Fundação Ciência Jovem) e "Viagem ao Centro do Sol" (Ed. Iluminuras, no prelo). É membro da Sociedade Brasileira de Física, do Institute of Physics, European Optical Society e da American Association of Physics Teachers.
Recebeu os prêmios Francisco Assis Magalhães Gomes (2001) pelas suas ações em prol da popularização da ciência, Prêmio Denatran (2006), categoria orientador de estudante universitário, em âmbito nacional, e o primeiro lugar do Concurso PRECITYE/INGEMPRENDEDORES (2013) da Fundación Universidad del Sur, Argentina, no âmbito do Mercosul. Em 2004 co-instituiu a Fundação Ciência Jovem, atualmente denominada Fundação Pró-Inova, da qual é o seu atual Diretor-Financeiro.

## Principais publicações
- Física mais que divertida (Editora UFMG, 2002)
- Aplicações da Física Quântica do Transistor à Nanotecnologia (Editora Livraria da Física, 2005)
- Newton: a Órbita da Terra em um Copo D´água (Editora: Odysseus, 2003)
- Aerodescobertas (2006)
- Crepúsculo, edição bilíngue, poemas selecionados de Stefan George (Iluminuras, 2012)
- Discreto Afeto, Editora Iluminuras (2016)
- O AZUL E O MAR, edição bilingue de poemas traduzidos de Paul Valéry, coedição Ateliê Editorial e Editora UFMG (2019)